# Emilia Sukertowa-Biedrawina

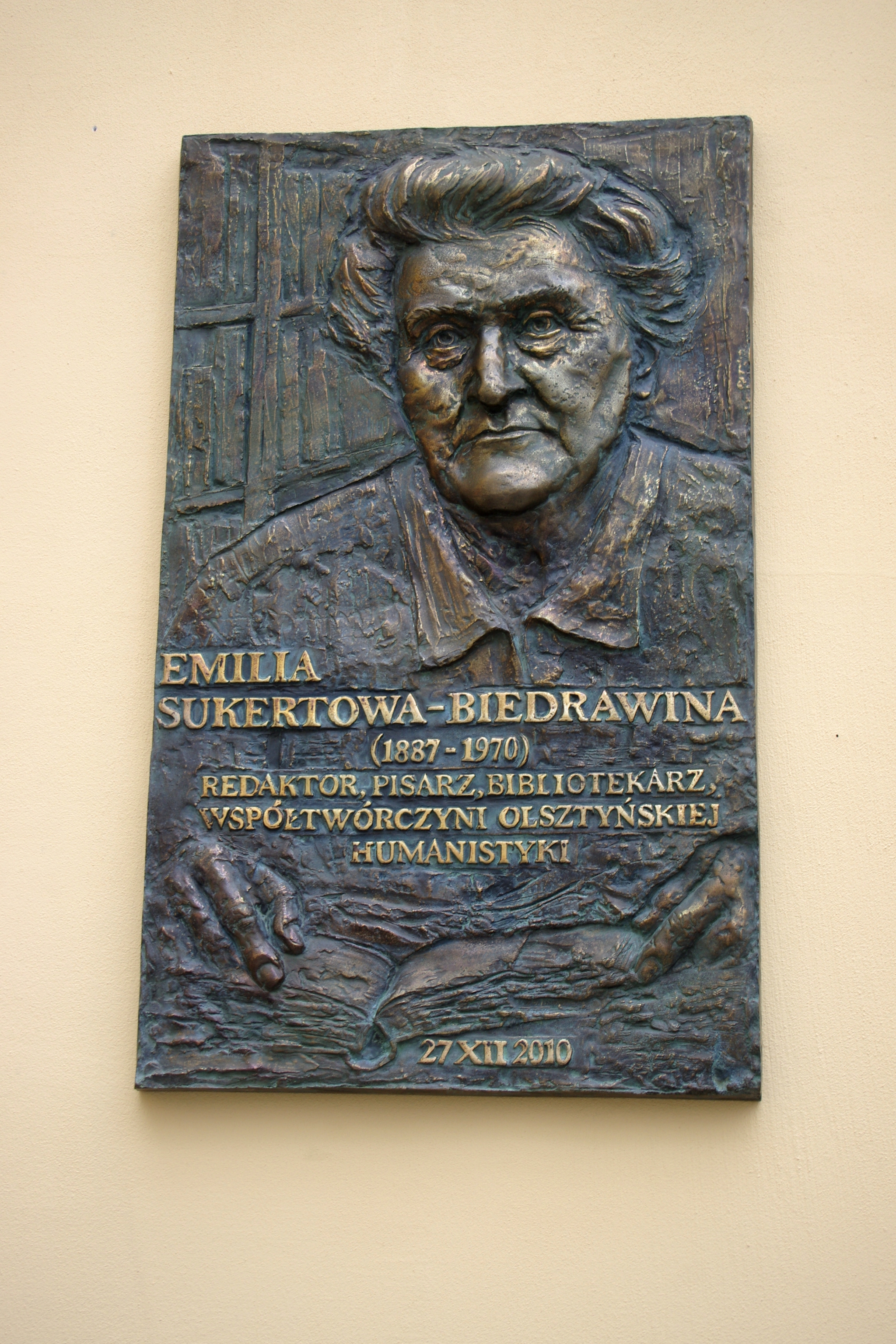
Tablica upamiętniająca pisarkę i działaczkę społeczno-oświatową Emilię Sukertową-Biedrawinę w gmachu Wojewódzkiej Biblioteki Publicznej im. Emilii Sukertowej-Biedrawiny w Olsztynie

Emilia Sukertowa-Biedrawina (ur. 29 stycznia 1887 w Łodzi, zm. 27 grudnia 1970 w Pruszkowie) – polska pisarka i działaczka społeczno-oświatowa oraz turystyczna związana z terenem Warmii i Mazur. Członek Związku Literatów Polskich

## Życiorys
Była córką przemysłowca Hugona Zacherta i Wiktorii Gundelach. Do śmierci ojca mieszkała w Łodzi, a następnie ok. 1900 wyjechała wraz z matką do Warszawy, gdzie po ukończeniu rosyjskiego gimnazjum nie mogła kontynuować edukacji, w związku z czym podjęła naukę w Towarzystwie Kursów Naukowych, prywatnej szkole sztuk pięknych Conti oraz Akademii Eksportowej w Wiedniu.
Przed 1914 brała udział w tajnym Towarzystwie Równouprawnienia Kobiet, które później działało legalnie jako Stowarzyszenie Umysłowo Pracujących Kobiet. Po wybuchu I wojny światowej wstąpiła do Towarzystwa Opieki nad Ofiarami Wojny. Od 1919 działała w Mazurskim Komitecie Plebiscytowym, a od 1921 w Związku Obrony Kresów Zachodnich. W 1927 poślubiła swojego drugiego męża Józefa Biedrawę, z którym w 1934 osiadła w Działdowie, gdzie uprzednio w 1922 uczestniczyła w powstaniu Mazurskiego Domu Ludowego, a 1927 doprowadziła do powstania Muzeum Mazurskiego, w którym następnie kustoszowała. W 1929 utworzyła Towarzystwo Przyjaciół Mazur. W Działdowie prowadziła też działalność turystyczną jako opiekunka i kierowniczka koła krajoznawczego dla młodzieży działającego przy tamtejszym Seminarium Nauczycielskim. Organizowane przez nią kursy rolniczo-gospodarskie dla dziewcząt przekształciły się w 1930 w Państwową Szkołę Rolniczą Żeńską w Malinowie.
W 1923 debiutowała jako literatka książką Legendy mazurskie. Przez wiele lat udzielała się także jako dziennikarka lokalnej prasy, będąc w latach 1923–1933 sekretarzem, a następnie w redaktorem naczelnym „Gazety Mazurskiej”, w latach 1924–1938 redaktorem „Kalendarza dla Mazurów”, a w latach 1957–1965, kwartalnika „Komunikaty Mazursko-Warmińskie”, na łamach którego od 1958 publikowała ogólną bibliografię Warmii i Mazur za lata 1944–1960.
Podczas II wojny światowej ukrywała się pod nazwiskiem Bernatowicz. Po wojnie osiadła wraz z matką i córką w Olsztynie, gdzie piastowała stanowisko sekretarza generalnego oraz kierownika Instytutu Mazurskiego, który przekształcono później w Stację Naukową Polskiego Towarzystwa Historycznego w Olsztynie.
W 1967 Prezydium Wojewódzkiej Rady Narodowej w Olsztynie nagrodziło ją za całokształt pracy nagrodą wojewódzką, a w 1968 otrzymała nagrodę regionalną im. Michała Lengowskiego.
Zmarła 27 grudnia 1970 w Pruszkowie. Została pochowana w alei zasłużonych cmentarza komunalnego w Olsztynie (kwatera 12B-1-14).
Jej imię nosi Wojewódzka Biblioteka Publiczna w Olsztynie, Zespół Szkół w Malinowie k. Działdowa oraz jedna z ulic w Działdowie.

## Ordery i odznaczenia
- Krzyż Komandorski Orderu Odrodzenia Polski (1967)[3]
- Krzyż Oficerski Orderu Odrodzenia Polski (1959)[3]
- Krzyż Kawalerski Orderu Odrodzenia Polski (8 listopada 1930)[4]
- Złoty Krzyż Zasługi (19 lipca 1954)[5]
- Srebrny Wawrzyn Akademicki (4 listopada 1937)[6]
- Medal „Rodła” (1986, pośmiertnie)[7]
- Odznaka 1000-lecia Państwa Polskiego (1963)[3]
- Złota Honorowa Odznaka PTTK (1950)[3]
- Złota Odznaka honorowa „Zasłużony dla Warmii i Mazur” (1965)[3]
- Złota Odznaka Mazurskiego Związku Ludowego (1919)[3]

## Publikacje i twórczość
- E. Sukertowa, Zamek w Ojcowie, Warszawa 1922,
- E. Sukertowa, Legendy mazurskie, Warszawa 1923,
- E. Sukertowa, Polskość Mazowsza Pruskiego, 1925,
- E. Sukertowa, Mazurzy w Prusach Wschodnich, Biblioteczka „Orbis”, 1927,
- E. Sukertowa-Biedrawina, Legendy Nadprądnikowe, Warszawa: PTK, 1928,
- E. Sukertowa-Biedrawina, Na „Szlaku Jagiełłowym”. Powiat działdowski a król Władysław Jagiełło, Działdowo 1934,
- E. Sukertowa-Biedrawina, Zarys piśmiennictwa polskiego na Mazurach Pruskich, Muzeum Mazurskie, Działdowo 1935,
- E. Sukertowa-Biedrawina, Diabeł na Mazurach w bajkach i podaniach, 1936,
- E. Sukertowa-Biedrawina, Z przeszłości Działdowa, 1936,
- E. Sukertowa-Biedrawina, Działdowo w XVIII wieku, 1937,
- E. Sukertowa-Biedrawina, Przewodnik krajoznawczo-historyczny po działdowskim powiecie, 1937,
- E. Sukertowa-Biedrawina, Bojownicy o wolność i polskość Mazur i Warmii na przestrzeni siedmiu wieków, Olsztyn 1953,
- E. Sukertowa-Biedrawina, T. Grygier, Walka o społeczne i narodowe wyzwolenie ludności Warmii i Mazur (Przewodnik po wystawie), Olsztyn 1956,
- E. Sukertowa-Biedrawina, Działdowszczyzna po Kongresie Wersalskim, Komunikaty Mazursko-Warmińskie nr 2 (57), 1957,
- E. Sukertowa-Biedrawina, Karty z dziejów Mazur, 1965,
- E. Sukertowa-Biedrawina, Dawno a niedawno. Wspomnienia, Olsztyn 1965,
- E. Sukertowa-Biedrawina, Wystawa Kopernika w Olsztynie, Komunikaty Mazursko-Warmińskie nr 1 (91), 1966,
- E. Sukertowa-Biedrawina, B. Wilamowski, Rozwój nauki polskiej w Olsztynie po wyzwoleniu, Szkice Olsztyńskie, Olsztyn 1967,
- E. Sukertowa-Biedrawina, Ze wspomnień redaktora „Komunikatów”, Komunikaty Mazursko-Warmińskie nr 2, 1968.